# Глиний
| 13        | Алюминий |
| Al26,9816 |          |
| 3s23p1    |          |

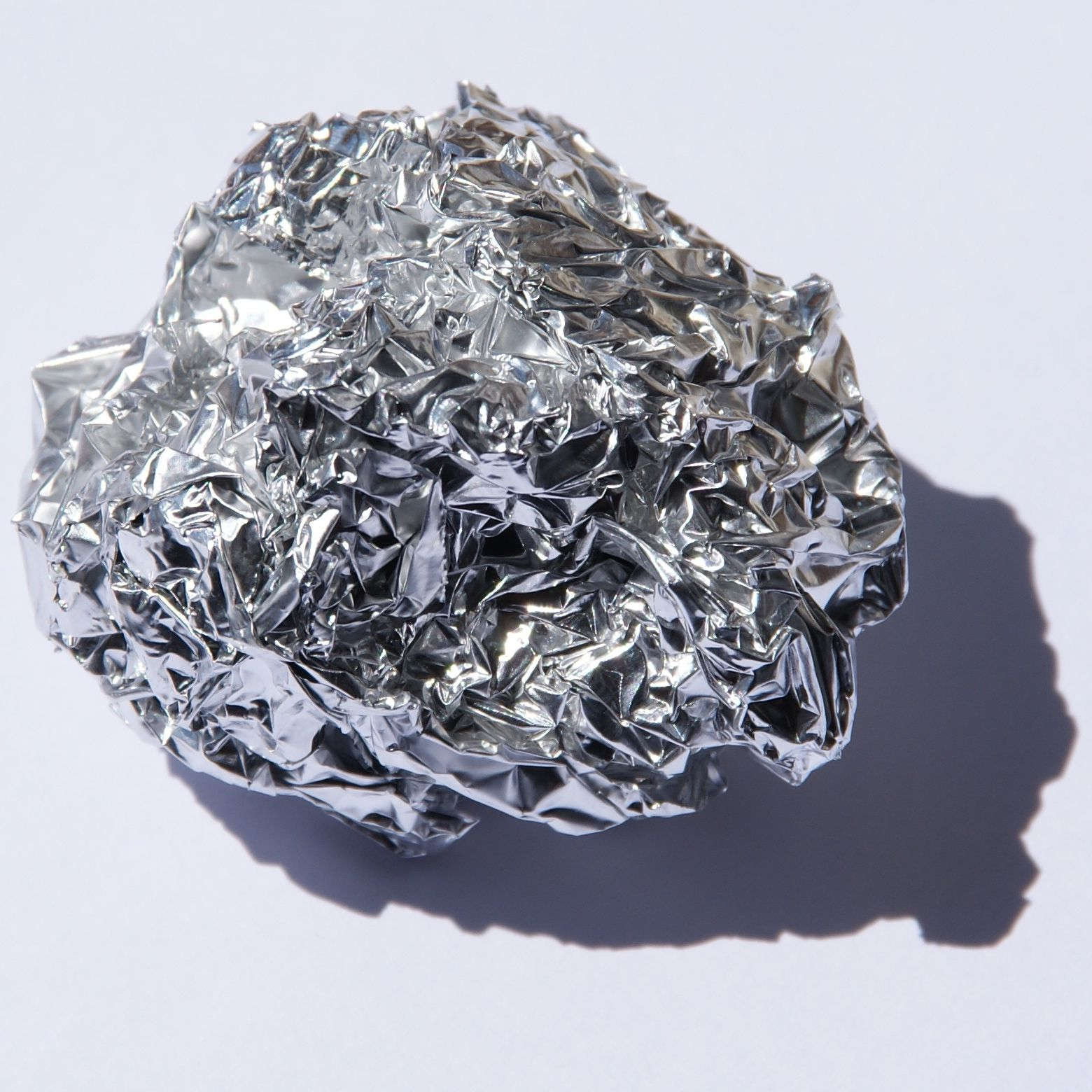
глиний (алюминиевая фольга)

Гли́ний (хим., от русского: глина, глинозём) — устаревшее историческое название химического элемента и металла алюминия, принятое в русской (российской) национально ориентированной профессиональной среде в течение примерно полувека (начало 1830-х — середина 1870-х), а затем ещё примерно на такой же срок употребительное в среде работников металлургической промышленности.
Более всего известен стал «глиний» из работ русского химика Николая Бекетова, который в 1859 году во время работ с этим металлом открыл принципиально новый метод алюминотермии (или алюмотермии). Спустя почти полвека, в 1894 году бекетовский метод был предложен немецким химиком Гансом Гольдшмидтом для промышленного получения металлов.
Показательно, что после получения степени доктора химии, в своих позднейших работах, начиная с 1870-х годов Н. Н. Бекетов всё-таки переходит к международно признанному названию «алюминий».

## Краткая история
Впервые алюминий был выделен в 1825 году датским физиком Хансом Эрстедом. В связи с трудностью получения (восстановлением из оксида калием) и очистки, в течение четверти века этот металл не выходил за пределы сферы интересов учёных-химиков. Впервые полупромышленным способом алюминий получил в 1854 г. Сент-Клер Девиль. Год спустя на Парижской выставке 1855 г. он продемонстрировал слиток металла, а в 1856 г. получил алюминий электролизом расплава двойной соли хлорида алюминия-натрия. Примерно этим же временем датированы первые исследования Николая Бекетова в области вытеснения металлов алюминием.
В России алюминий называли в то время «серебром из глины» или сокращённо «глинием», поскольку главной составной частью глины является оксид алюминия, так называемый — глинозём Al2O3. Название элемента было образовано по такому же этимологическому принципу, что и слово кремний. В первые двадцать пять лет, до открытия и развития широкомасштабного промышленного электролитического способа получения алюминия из глинозёма, этот лёгкий металл ценился дороже золота. До конца 1860-х годов в среди российских учёных бытовали оба названия металла: глиний и алюминий, однако, всё же преобладал русифицированный термин.
К примеру, в систематических обзорах новейших достижений европейской химии конца 1850-х годов, описывая свойства нового элемента по источникам французских и немецких учёных, Дмитрий Менделеев значительно чаще употребляет именно название глиний.

Глиний нерастворим в азотной и серной кислотах, не соединяется с серою при сплавлении с нею или с сернистым калием, не переходит в раствор при кипячении с раствором поваренной соли и уксусной кислоты (серебро и золото при этом отчасти растворяются); он в четыре раза легче серебра (удельный вес = 2.58). Всё это делает глиний незаменимым металлом для множества технических употреблений и особенно для кухонной и столовой посуды.:34-35— Дмитрий Менделеев, «Новости естественных наук», 1857
В большинстве исследований и обзоров подчёркиваются очень важные свойства глиния как перспективного металла, способного изменять свойства известных материалов и быть широко внедрённым в промышленность. Главным его недостатком в середине XIX века была крайняя дороговизна его получения в чистом виде, что также поддерживало его репутацию «серебра из глины». В том же обзоре 1857 года Менделеев писал: «Сплавляясь с другими металлами, глиний значительно изменяет их свойства. Малая примесь глиния к меди делает последнюю твёрдым, трудно окисляемым металлом белого цвета. Всё это придаёт весьма высокое значение описанному металлу и, вероятно, недалеко то время, когда фабрикация глиния будет производиться в больших размерах, и тогда металл будет стоить весьма дёшево».:36
Вторую волну популярности глинию придали его интригующие свойства менять цвет металлов при сплавлении с ними. Большая серия исследований французской Академии наук в середине 1850-х годов была посвящена именно этой теме. В частности, отмечалось, что сплавы глиния с золотом и медью резко изменяют цвет и физические качества последних. Даже незначительное добавление глиния ко многим металлам значительно увеличивает их поверхностный блеск и твёрдость. В свою очередь, даже очень небольшая примесь натрия (0,02%) придаёт глинию свойства легко разлагать воду при комнатной температуре (поскольку оба металла вступают в реакцию с водой).:80
В научных работах конца 1850-х и начала 1860-х, а также в подытоживающей их докторской диссертации 1865 года Николай Бекетов систематически называет алюминий по-русски, именно «глинием», и ни разу не переходит на его европейское, международно принятое название.

Как легко восстановляется барий глинием, так же легко в свою очередь глиний восстановляется магнием из своего фтористого соединения (из криолита, искусственно мною приготовленного), в чем я также убедился особенным опытом. Если глиний восстановляет барий из окиси, то можно было ожидать и подобного его действия на окись калия: я произвёл опыт в изогнутом ружейном стволе, в закрытый конец которого были положены куски едкого кали и глиния; при довольно высокой температуре показались пары́ калия, большая часть которых сгущалась в холодной части ствола, из которой я добыл несколько кусочков мягкого металла, плавающего на воде и горящего фиолетовым пламенем, имеющего, одним словом, все характерные свойства чистого металлического калия. В большом виде я этого опыта не повторял, а может быть он окажется удобным для практики, так как цена глиния невысока, а восстановление идёт, повидимому, гораздо легче и при низшей температуре, чем восстановление калия железом.— Николай Бекетов, «Восстановление бария и калия глинием», 1865
Опубликованный в 1863 году первым изданием Толковый словарь живого великорусского языка Владимира Даля в отдельной статье, посвящённой глине, дал, пожалуй, самое краткое и доходчивое поянение к руссифицированному варианту названия металла: «Основанием глине служит металл гли́ний м. алюмний, алюмий или алюминий, в окисленном виде». — И второе, и третье (последнее в Российской Империи) издание словаря, опубликованные спустя двадцать и сорок лет, в 1903-1909 годах, сохранили прежнее название металла.

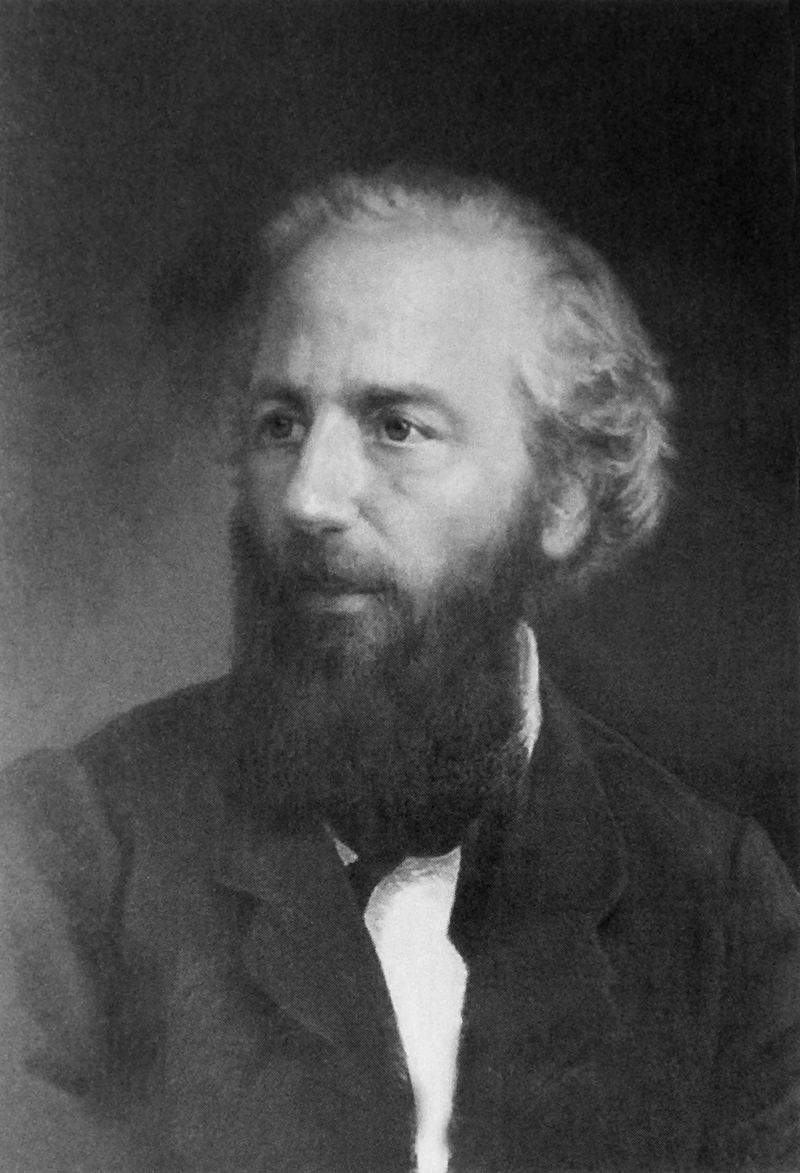
Н. Бекетов (с портрета М.Раевской-Ивановой, 1871)

Что показательно, в своих более поздних (написанных после получения степени доктора наук) работах 1870-х и 1880-х годов, посвящённых вытеснению металлов из расплава и участию в этом процессе алюминия, Бекетов переходит к названию алюминий и более не возвращается к руссифицированному варианту. В частности, в своей работе «О некоторых свойствах металлического рубидия» (1887 год), он сообщает: «Я применил к рубидию способ, к которому я пришёл по чисто теоретическим соображениям много лет тому назад (1859), а именно действие алюминия <глиния> на гидрат... По моим соображениям рубидий должен был также легко выделяться алюминием; это оправдалось на деле, и я уже несколько раз приготовлял таким образом сравнительно большие количества металла — от 31 до 27 г. за раз».
Тем не менее, в среде металлургов, инженеров и техников старое русское название «глиний» сохранило своё профессиональное (отчасти, жаргонное) употребление вплоть до второй четверти XX века, что нашло отражение в словаре Брокгауза и Эфрона (как в малом, так и в большом), где энциклопедическая статья «Глиний» составлена в узком тематическом ключе и посвящена именно технологиям получения этого металла в свободном виде, а также его разносоставным сплавам.
Опубликованная в начале 1890-х годов для широкого круга просвещённых читателей Иллюстрированная полная популярная Библейская Энциклопедия также не выражала ни малейших сомнений в удобопонятности слова для носителей русского языка, выдавая соответствующее определение: «Глина (Ис. XLV, 9) — эта окись, или соединение кислорода с металлом глинием, была известна и изготовлялась со времен глубокой древности, почти так же, как и в настоящее время, для приготовления глиняных сосудов».
И только к тридцатым годам XX века, в особенности, ускоряя этот процесс после 1917 года, «металл глиний» постепенно перестаёт существовать как насущный факт русского языка, прежде всего, вытесненный из всеобщего начального, а затем и среднего образования своим абсолютным синонимом, — металлом и химическим элементом алюминием.